# Difterifilm
Difterifilm er en dansk oplysningsfilm fra 1949 instrueret af Torben Anton Svendsen.

## Handling
Opfordring til at lade sig vaccinere imod difteri, inden det er for sent. Der argumenteres ved hjælp af grafer og tal og med optagelser af rigtige patienter på Blegdamshospitalet.